# 2005 w sztukach plastycznych
Wydarzenia w sztukach plastycznych i wizualnych w 2005 roku.

## Wydarzenia
- 12 maja 2005 odbył się wernisaż wystawy POLKA. Medium, cień, wyobrażenie – kuratorki wystawy: Agnieszka Zawadowska i Ewa Gorządek oraz zespół, autorka idei wystawy prof. Maria Janion, organizatorzy: Instytut Badań Literackich Polskiej Akademii Nauk w Warszawie, Fundacja Odnawiania Znaczeń oraz CSW Zamek Ujazdowski w Warszawie, gdzie była prezentowana wystawa[1]
- W Tate Modern odbyła się szósta wystawa z cyklu "The Unilever Series" – EMBANKMENT Rachel Whiteread (11 października 2005 – 1 maja 2006)[2].
- W grudniu w Centrum Sztuki Współczesnej Zamek Ujazdowski w Warszawie zaprezentowano wystawę Sztuka dokumentów sztuki, prezentującą sylwetkę i twórczość Jerzego Ludwińskiego w oparciu o materiały archiwalne przekazane CSW przez Małgorzatę Iwanowską-Ludwińską; kurator: Paweł Polit, współpraca: Ola Berłożecka[3][4][5].

## Malarstwo
- Wilhelm Sasnal

Broniewski – olej na płótnie, 190x190 cm
Bez tytułu – olej na płótnie, 61x76,2x1,9 cm. Kolekcja Muzeum Guggenheima w Nowym Jorku
Bez tytułu – olej na płótnie, 60,6x75,9x1,9 cm. Kolekcja Muzeum Guggenheima w Nowym Jorku
- Edward Dwurnik

Krakusypokaztacomata – olej, akryl na płótnie, 160x830 cm, w kolekcji MOCAK
Z XXV cyklu "Dwudziesty piąty"
Nr 239 – akryl i olej na płótnie, 190×165 cm
Z XXVI cyklu "Dwudziesty szósty"
Olga i Feko – tusz i olej na płótnie, 146x114 cm
Aga – akryl i olej na płótnie, 146×114 cm
Marek – akryl i olej na płótnie, 146×114 cm
- Maciej Świeszewski

Ostatnia Wieczerza - olej na płótnie, 450x800 cm
- Martin Eder

Der Schritt – The Step – olej na płótnie, 100x80 cm
- Richard Hamilton

Hotel du Rhone – olej na LightJet na płótnie, 100x100 cm

## Wideo
- Zbigniew Libera

Trocki's Ice Pick – beta SP, 1 min 11 s
- Katarzyna Kozyra

Diva. Reinkarnacja – DigiBeta, 8 min 6 s

## Instalacja
- Roxy Paine

Weed Choked Garden – tworzywo sztuczne, polimer, farby olejne, stal nierdzewna,lakier, żywica epoksydowa, pigment
Erosion Machine – aluminum, komputer, blok piaskowca, elektronika, robot przemysłowy, stal nierdzewna, węglik krzemu, dane statystyczne

## Nagrody
- Nagroda im. Katarzyny Kobro – Teresa Murak[19]
- Nagroda im. Jana Cybisa – Jerzy Kałucki
- Nagroda Turnera – Simon Starling[20]
- Paszport „Polityki” w kategorii sztuki wizualne – Robert Kuśmirowski[21]
- Biennale w Wenecji

Złoty Lew – Thomas Schütte
Złoty Lew (dla artystów poniżej 35. roku życia) – Regina José Galindo
Złoty Lew (pawilon) – Francja
- Nagroda Krytyki Artystycznej im. Jerzego Stajudy – Jola Gola i Piotr Juszkiewicz[23]
- Spojrzenia – Maciej Kurak[24]
- World Press Photo – Arko Datta[25]

## Zmarli
- Jan Graczyk (ur. 1928),  polski plastyk amator, rzeźbiarz
- 2 stycznia – Edo Murtić (ur. 1921), malarz chorwacki
- 21 lutego – Zdzisław Beksiński (ur. 1929), polski malarz, rzeźbiarz, fotograf, rysownik i grafik komputerowy
- 22 kwietnia – Eduardo Paolozzi (ur. 1924), szkocki rzeźbiarz
- 26 kwietnia – Joanna Wierusz-Kowalska (ur. 1930), polska malarka
- 17 czerwca – Tetiana Jabłońska (ur. 1917), ukraińska malarka
- 14 lipca – Jerzy Jarnuszkiewicz (ur. 1919), polski rzeźbiarz
- 5 sierpnia – Rajmund Ziemski (ur. 1930), polski malarz
- 21 sierpnia – Zbigniew Dłubak (ur. 1921), polski teoretyk sztuki, malarz i fotograf
- 22 października – Arman (ur. 1928), amerykański rzeźbiarz
- 9 grudnia – Boris Taslitzky (ur. 1911), francuski malarz